# Neosaimiri
Neosaimiri è un genere di primate platirrino della famiglia dei Cebidi, vissuto in Sud America durante il Miocene. Attualmente al genere è assegnate una sola specie: Neosaimiri fieldsi (Tipo nomenclaturale: mandibola UCMP 39205).
I primi resti fossili di questo animale furono scoperti nel 1949 a La Venta, in Colombia.
In base ai resti fossili (soprattutto ossa postcraniali) si può intuire che l'animale da vivo fosse molto simile, sia come forma che morfologicamente, agli attuali Saimiri.